# Coupe d'Allemagne de l'Est féminine de handball
La Coupe d'Allemagne de l'Est féminine de handball, en allemand : FDGB-Pokal, est une ancienne compétition à élimination directe des clubs féminins de handball en République démocratique allemande. Depuis la réunification allemande, les clubs participent à la Coupe d'Allemagne féminine de handball.

## Palmarès
Le Freier Deutscher Gewerkschaftsbund (FDGB), la fédération des syndicats des salariés de la RDA, organise la compétition mais les six premières éditions de 1971 à 1976 se déroulent sans les clubs de l'élite (Oberliga). 
En 1972 et 1976, la Fédération est-allemande de handball (de) (DHV) a organisé deux éditions de la coupe DHV où seules les équipes de l'Oberliga étaient autorisées à y participer :
- 1972DHV : TSC Berlin
- 1976DHV : SC Magdebourg.

À partir de la saison 1976/1977, les clubs de l'élite (Oberliga) prennent part à la compétition de la FDGB qui est remportée par :
- 1976/77 (de) : TSC Berlin
- 1977/78 (de) : TSC Berlin
- 1978/79 (de) : TSC Berlin
- 1979/80 (de) : TSC Berlin
- 1980/81 (de) : ASKV Francfort/Oder
- 1981/82 (de) : ASKV Francfort/Oder
- 1982/83 (de) : SC Leipzig
- 1983/84 (de) : ASKV Francfort/Oder
- 1984/85 (de) : TSC Berlin
- 1985/86 (de) : ASKV Francfort/Oder
- 1986/87 (de) : SC Leipzig
- 1987/88 (de) : SC Empor Rostock
- 1988/89 (de) : SC Empor Rostock
- 1989/90 (de) : ASKV Francfort/Oder
- 1990/91 (de) : TSC Berlin

Remarque : la dernière édition en 1990/91 (de) a eu lieu après la réunification allemande et ainsi une « superfinale » a eu lieu avec le vainqueur de la Coupe d'Allemagne de l'Ouest pour déterminer l'équipe qualifiée en Coupe d'Europe des vainqueurs de coupe, le TSV Bayer 04 Leverkusen, qui remporte la double confrontation (24-18 et 21-24).

## Bilan
| Rang | Club                | Titres | Années                                      |
| ---- | ------------------- | ------ | ------------------------------------------- |
| 1    | TSC Berlin          | 7      | 1972DHV, 1977, 1978, 1979, 1980, 1985, 1991 |
| 2    | ASKV Francfort/Oder | 5      | 1981, 1982, 1984, 1986, 1990                |
| 3    | ASKV Francfort/Oder | 2      | 1983, 1987                                  |
| 3    | SC Empor Rostock    | 2      | 1988, 1989                                  |
| 5    | SC Magdebourg       | 1      | 1976DHV                                     |